# Holzhauser Straße (metrostation)
Holzhauser Straße is een station van de metro van Berlijn in het stadsdeel Tegel. Het metrostation bevindt zich op een spoordijk parallel aan de Seidelstraße en ten zuiden van de Holzhauser Straße, die genoemd is naar het Brandenburgse dorp Holzhausen nabij Kyritz. Het station werd geopend op 31 mei 1958 en is onderdeel van lijn U6.
Na de Tweede Wereldoorlog maakte men in West-Berlijn plannen voor een grootschalige uitbreiding van het metronet. Als eerste besloot men lijn C, de huidige U6, naar het noorden te verlengen tot in het centrum van Tegel. In oktober 1953 begon de aanleg van de eerste etappe van de verlenging, van het toenmalige eindpunt Seestraße naar de Kurt-Schumacher-Platz; in mei 1956 werd dit traject geopend. Reeds een jaar daarvoor was men begonnen aan de tweede etappe, van de Kurt-Schumacher-Platz naar het huidige eindpunt Alt-Tegel. Om de kosten te drukken werd dit deel van de lijn grotendeels op een spoordijk aangelegd.
Holzhauser Straße is vanuit het zuiden gezien het laatste van de drie bovengrondse stations van de U6, die uiterlijk zeer gelijkend zijn en alle ontworpen werden door Bruno Grimmek. Na de kruising (op een viaduct) met de Holzhauser Straße beginnen de sporen te dalen, om vlak voor station Borsigwerke weer onder de grond te duiken. Station Holzhauser Straße bestaat uit een eilandperron met een betonnen overkapping over zijn gehele lengte en een toegangshal aan de noordzijde. Het metrostation is alleen bereikbaar via trappen en roltrappen, maar uiteindelijk moeten alle Berlijnse metrostations voorzien zijn van een lift. Station Holzhauser Straße heeft hierbij vanwege het relatief lage aantal reizigers echter geen hoge prioriteit: volgens het tijdschema van de Berlijnse Senaat zal de inbouw van een lift pas na 2010 plaatsvinden.